# 日本文理大学の人物一覧
日本文理大学の人物一覧（にほんぶんりだいがくのじんぶついちらん）は、日本文理大学に関係する人物の一覧記事。

## 著名な教職員
- 中村壽博 - 硬式野球部監督
- 吉井憲治 - 硬式野球部コーチ
- 西野晃平 - サッカー部監督
- 小幡章 - 工学部航空宇宙工学科教授
- 湯元健一 - レスリング部コーチ
- 小島康史 - 工学部情報メディア学科教授、映像作家

## OB・OG

### 政界
- 中島正純 - 元国民新党衆議院議員、元大阪府警察刑事、コメンテーター
- 長野恭紘 - 大分県別府市長
- 山入端創 - 大阪府羽曳野市長
- 太田好紀 - 元奈良県五條市長
- 中村正人 - 沖縄県うるま市長

### 安全保障
- 山下裕貴 - 第32代中部方面総監/陸上自衛隊

### 芸術
- 若杉公徳 - 漫画家
- 北村直登 - 画家

### 芸能
- 大野タカシ - ローカルタレント・ミュージシャン
- GO!ヒロミ44' - お笑い芸人、中退
- 高橋まさかず - 俳優

### スポーツ

#### 野球
- 星山忠弘 - 元阪神タイガース
- 本間忠 - 元東京ヤクルトスワローズ、新潟アルビレックス・ベースボール・クラブ投手コーチ、中退
- 吉川輝昭 - 元横浜DeNAベイスターズ、本学硬式野球部コーチ
- 脇谷亮太 - 元読売ジャイアンツ
- 古川秀一 - 元オリックス・バファローズ
- 小野淳平 - 元広島東洋カープ
- 新崎慎弥 - 元福岡ソフトバンクホークス
- 木谷良平 - 元東京ヤクルトスワローズ
- 宮﨑敏郎 - 横浜DeNAベイスターズ
- 田中豊樹 - 元読売ジャイアンツ
- 坂本光士郎 - 千葉ロッテマリーンズ
- ケムナ誠 - 広島東洋カープ
- 前田純 - 福岡ソフトバンクホークス

#### サッカー
- 皇甫官 - 大分トリニータ元監督
- 河野健一 - 元レイラック滋賀FC
- 佐藤祐介 - プーケットFC（タイ）、元ロアッソ熊本
- 西野晃平 - 元ファジアーノ岡山
- 西村大吾 - ヴェルスパ大分
- 福井理人 - KFスカンデルベウ・コルチャ（アルバニア）、元ガイナーレ鳥取
- 藤川康司 - 元カターレ富山
- 松尾篤 - サウルコス福井、元V・ファーレン長崎
- 森洋介 - 元ヴォルカ鹿児島
- 清水羅偉 - テゲバジャーロ宮崎
- 岡野凜平 - ギラヴァンツ北九州
- 高昇辰 - ギラヴァンツ北九州

#### その他スポーツ
- 神志那仁聖 - フットサル選手
- 柿田智之 - 元チアリーダー、チアリーディング指導者、元チアリーディング部監督
- シシリア・ナイシガ - 柔道家

この項目は、ウィキプロジェクト 大学のテンプレートを使用しています。